# Acrolister
Acrolister é um género de besouro pertencente à família Histeridae.
Espécies:
- Acrolister congoensis Lundgren, 1991
- Acrolister garambae Thérond, 1959
- Acrolister kleinei Bickhardt, 1918